# Brechmoidion separatum
Brechmoidion separatum là một loài bọ cánh cứng trong họ Cerambycidae.